# Clement Kiprono Langat
Clement Kiprono Langat (ur. 18 grudnia 1991) – kenijski lekkoatleta specjalizujący się w biegach średnich.
Swoją międzynarodową karierę rozpoczął od zdobycia złotego i srebrnego medalu podczas przełajowych mistrzostw świata w Bydgoszczy (2010). Mistrz Afryki w biegach przełajowych z 2012 roku.

## Rekordy życiowe
- bieg na 1500 m – 3:39,0 (16 czerwca 2009, Nairobi)
- bieg na 5000 m – 13:15,81 (5 grudnia 2010, Jokohama)